# Andreas Oberleitner (Musiker)
Andreas Oberleitner (* 17. September 1786 in Angern an der March; † 18. Februar 1838 in Wien) war ein österreichischer Musiker (Mandoline, Gitarre), Komponist und Beamter.
Er war der ältere Bruder des Orientalisten Andreas Oberleitner.

## Leben
Oberleitner wurde als Sohn des Verwalters auf Schloss Angern geboren, erhielt Musikunterricht und soll 1804 nach Wien gekommen sein, um Chirurgie zu studieren. Im Jahr 1815 erhielt er eine Anstellung bei Hof, bei seinem Tod war er „k. k. Hof-Silber- und Tafel-Inspektor“. 1817 heiratete er – die Zeremonie wurde durch seinen Bruder durchgeführt. Er starb 1838, sein Tod wurde aber in der Sekundärliteratur nicht rezipiert.
Musikalisch galt er als Virtuose der Mandoline und der Gitarre. Er gab Unterricht und veröffentlichte mehrere, beinahe 40 Hefte füllende Kompositionen, darunter Variationswerke, Tanzstücker und Studien für Gitarre und Gitarrenduo.